# Jorge Gustavo Portella
Jorge Gustavo Portella Ocharan fue un poeta y escritor venezolano de origen peruano. Portella nació en Lima el 5 de abril de 1973, y cuando era niño su familia se trasladó a Caracas, donde residió hasta el día de su muerte, casualmente el 5 de abril de 2011. Fue profesor de las cátedras de Artes Gráficas y Diseño Periodístico en la Universidad Católica Andrés Bello de Caracas, dictó el taller de Escritura creativa para medios de la Escuela de Letras.
Cursó estudios de pregrado y postgrado en la Universidad Católica Andrés Bello, donde trabajó como coordinador de Diseño y dio clases en las Escuelas de Comunicación Social y Letras de la misma universidad.
Ha participado en festivales literarios y poéticos por todo el mundo, entre los que destacan Ardentísima (Murcia, España y San Juan, Puerto Rico), Cosmopoética (Córdoba, España), el Festival de Poesía de Bogotá, Feria del Libro de Valladolid (España), Feria del Libro del Palacio de Minería (Ciudad de México, México) y Versi y note (Instituto Cervantes de Roma, Italia).
Se casó en el 2004 con Mary Alejandra Céspedes, a quien dedica gran parte de su obra poética, su premio de Letra Erecta y la Bienal.
Murió el 4 de abril de 2011, próximo a cumplir los treinta y ocho años de edad.

## Estudios
Portella era licenciado en Relaciones Industriales y Especialista en Publicidad de la UCAB, donde cursó una maestría en Historia de las Américas.
Participó en talleres literarios dirigidos por Miguel Marcotrigiano (Ucab, poesía), William Osuna (Fundarte, poesía), Teresa Casique (Celarg, poesía) y Eduardo Liendo (Ucab, narrativa).

## Obra poética
- Sin intención de oficio, Editorial La espada rota, Caracas, 2000.
- Resquicios, UCAB, Caracas, 2002 (incluye los poemarios Cruel y El libro de los falsos navíos fatigados).
- Ciudad sur, Municipio Arismendi, Nueva Esparta, 2002.
- Sin hábitos de pertenencia, Editorial Eclepsidra, Caracas, 2005.
- Compendio de Historia Natural, Ateneo de Calabozo, 2006.
- En tercera persona, El pez soluble, Caracas, 2006.
- Compendio de Historia Natural, Renacimiento, Sevilla, 2007.
- A corto plazo (Antología), Ediciones Baquiana, Miami, EE. UU., 2007.

## Antologías en las que aparece
- Las voces de la hidra, Mucuglifo, Caracas, 2002.
- 30/50, UCAB, Caracas, 2005.
- Voces nuevas, Celarg, Caracas, 2005.
- Del dulce mal. Antología venezolana de poemas de amor, Grijalbo, Caracas, 2008.
- La música callada, la soledad sonora, Casa de Poesía Silva, Bogotá, 2008.

## Narrativa
- La diosa es un pretexto, Alfadil, Caracas, 2005.
- No repitas mi nombre, Rayuela, Caracas, 2006.

## Ensayo
- "La máscara más frágil, una aproximación a la voz poética de Arturo Uslar Pietri", en Journal of Spanish Cultural Studies, NYU, 2007.
- "Pequeño y no muy exhaustivo esbozo de la reciente poesía venezolana", en Revista Baquiana, 2006.

## Ediciones críticas
- José María Álvarez, Los Prodigios de la cera, Selección y prólogo de Jorge Gustavo Portella. Ediplus, Caracas, 2008.

## Premios
- Premio de Novela Erótica Letra Erecta, 2005, por La diosa es un pretexto.
- Bienal de Poesía Francisco Lazo Martí, 2005, por Compendio de Historia Natural.
- Premio Nacional de Poesía Centenario de Luis Beltrán Prieto Figueroa, 2002, por Ciudad sur.
- Finalista en el Concurso de Novela Teresa de la Parra, 2002, por No repitas mi nombre.
- Premio Nacional de Poesía Tomás Alfaro Calatrava del Conac, 1999, por Cruel.